# 五福商店
22°59′34″N 120°11′59″E / 22.992661°N 120.199758°E

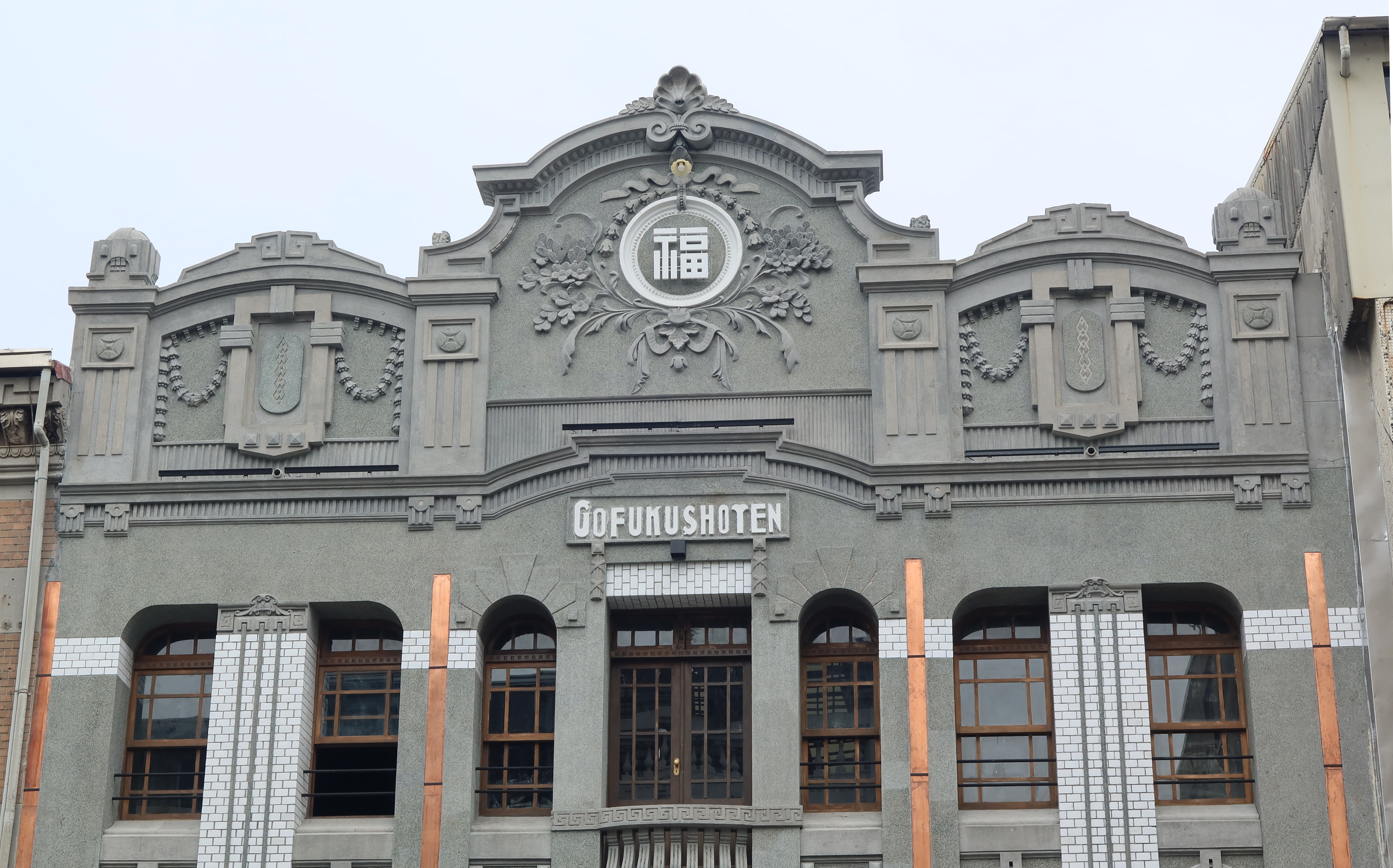
立面山頭

五福商店為成立於日治時期臺南市的一家商店，由楊添賜所創立，位於現今臺南市中西區中正路。現由香水品牌Le Labo進駐並經營。

## 介紹
楊添賜生於1891年7月14日，其在畢業後即投入商場，經營和洋雜貨生意。楊氏最初於1914年在台南市創立了五福商店，位於本町三丁目102番地，之後於1930年1月16日在西門町四丁目27番地興建了古典裝飾風格的三層樓街屋，即現今中正路上的建築。五福商店的一樓為零售部門，二、三樓為批發部門。其建築立面裝飾華麗，三樓的中央設有一小陽台，山牆的花草紋飾中有一「福」字。五福商店還代理販售獅王牙粉（ライオン齒磨）、玉白化妝品、日清生命保險、帝國火災保險（損害保險日本興亞前身），以及作為日本古倫美亞唱片、名牌留聲機和肥皂的特約店。楊添賜在當時同時擔任和洋雜貨組合副組合長、商工協會評議員、共榮建築組合監事、臺南信用組合評定委員。
五福商店的建築外觀與內部空間至今仍保存完整，其屋主在2016年欲出售房屋的消息，引發了外界關注。後來屋主決定保留，並獲得文化部補助以修復建築，在2024年時修復完成。香水品牌Le Labo在其修復後進駐，並在12月時正式開幕。

## 照片

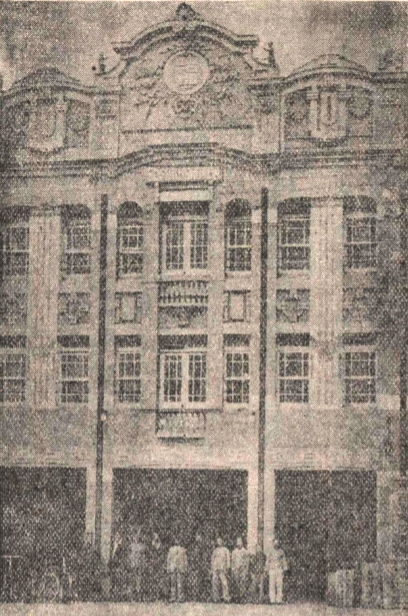
日治時期的五福商店
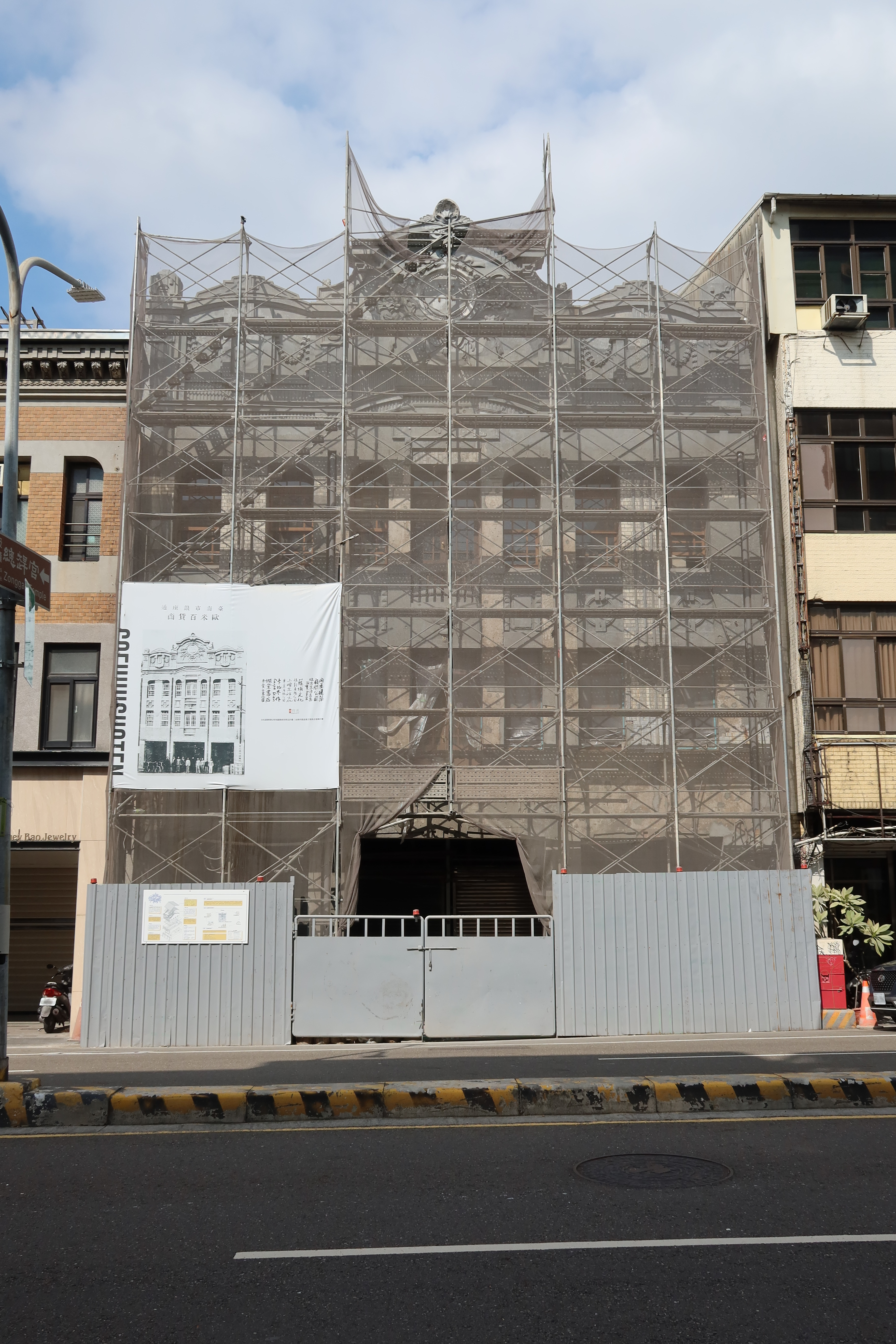
施工中的五福商店（2023年）